# Tour d'Algérie 1929
Le Tour d'Algérie 1929 s'est déroulé du 28 avril au 19 mai 1929, sur un parcours de 2,391 km d'Alger à Alger. La course fut remportée par le coureur français Marcel Colleu.

## Parcours
| Étape     | Date     | Villes étapes             |               | Distance (km)    | Vainqueur d’étape | Leader du classement général |
| --------- | -------- | ------------------------- | ------------- | ---------------- | ----------------- | ---------------------------- |
| 1re étape | 28 avril | Alger - Ténès             |               | 205              | Joseph Curtel     | Joseph Curtel                |
| 2e étape  | 29 avril | Ténès - Mostaganem        |               | 160              | Marcel Colleu     | Joseph Curtel                |
| 3e étape  | 30 avril | Mostaganem - Oran         |               | 100              | Marcel Colleu     | Marcel Colleu                |
|           | 1er mai  | Oran                      | Jour de repos | Journée de repos | Journée de repos  | Journée de repos             |
| 4e étape  | 2 mai    | Oran - Sidi Bel Abbès     |               | 127              | Marius Chabran    | Marcel Colleu                |
| 5e étape  | 3 mai    | Sidi Bel Abbès - Relizane |               | 160              | René Bernard      | Marcel Colleu                |
| 6e étape  | 4 mai    | Relizane - Affreville     |               | 177              | Joseph Curtel     | Marcel Colleu                |
| 7e étape  | 5 mai    | Affreville - Blida        |               | 97               | ex-aequo          | Marcel Colleu                |
|           | 6 mai    | Blida                     | Jour de repos | Journée de repos | Journée de repos  | Journée de repos             |
| 8e étape  | 7 mai    | Blida - Bouira            |               | 149              | Joseph Curtel     | Marcel Colleu                |
| 9e étape  | 8 mai    | Bouira - Sétif            |               | 182              | Joseph Curtel     | Marcel Colleu                |
| 10e étape | 9 mai    | Sétif - Constantine       |               | 128              | Paul Filliat      | Marcel Colleu                |
|           | 10 mai   | Constantine               | Jour de repos | Journée de repos | Journée de repos  | Journée de repos             |
| 11e étape | 11 mai   | Constantine - Souk Ahras  |               | 188              | Valentin Tondeur  | Marcel Colleu                |
| 12e étape | 12 mai   | Souk Ahras - Bône         |               | 98               | Antoine Guercy    | Marcel Colleu                |
|           | 13 mai   | Bône                      | Jour de repos | Journée de repos | Journée de repos  | Journée de repos             |
| 13e étape | 14 mai   | Bône - Philippeville      |               | 99               | Mohamed Menad     | Marcel Colleu                |
| 14e étape | 15 mai   | Philippeville - Djidjelli |               | 161              | Paul Filliat      | Marcel Colleu                |
| 15e étape | 16 mai   | Djidjelli - Bougie        |               | 97               | Mohamed Zaaf      | Marcel Colleu                |
|           | 17 mai   | Bougie                    | Jour de repos | Journée de repos | Journée de repos  | Journée de repos             |
| 16e étape | 18 mai   | Bougie - Tizi Ouzou       |               | 135              | Marcel Colleu     | Marcel Colleu                |
| 17e étape | 19 mai   | Tizi Ouzou - Alger        |               | 108              | René Bernard      | Marcel Colleu                |

## Résultats

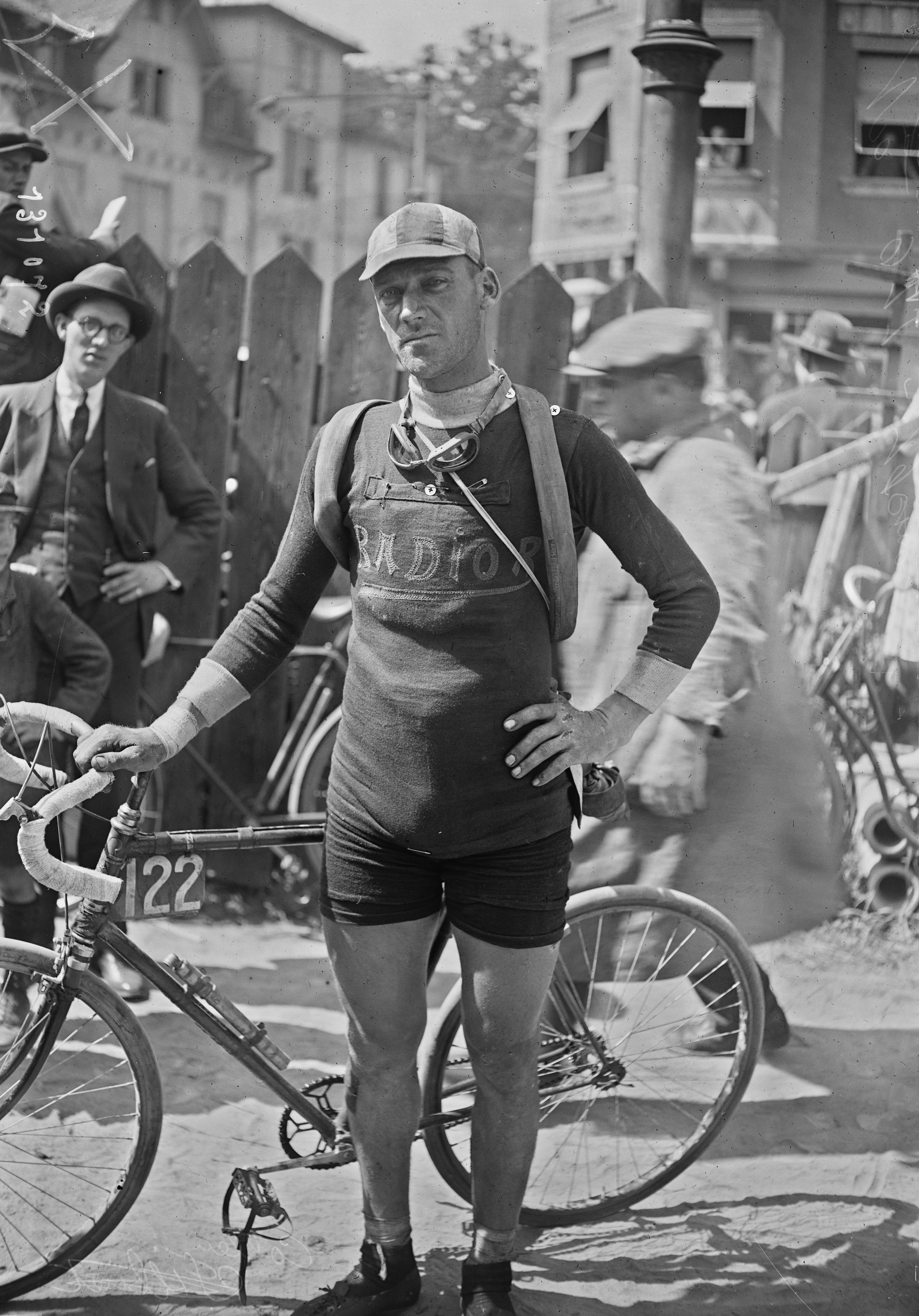
Marcel Colleu Vainqueur du Tour d'Algérie Cycliste 1929

### Classement final
| Classement général | Classement général            | Classement général | Classement général      | Classement général  |
|                    | Coureur                       | Pays               | Équipe                  | Temps               |
| ------------------ | ----------------------------- | ------------------ | ----------------------- | ------------------- |
| 1er                | Marcel Colleu (Alger)         |                    | USCV d'Alger            | en 88 h 11 min 37 s |
| 2e                 | François Borg (Alger)         |                    | USCV d'Alger            | + 36 min 7 s        |
| 3e                 | Fernand Duc (Tunis)           |                    |                         | + 46 min 30 s       |
| 4e                 | Marius Chabran (Marseille)    |                    | VPM                     | + 54 min 9 s        |
| 5e                 | François Ciccione (Marseille) |                    | VPM                     | + 57 min 34 s       |
| 6e                 | Edouard Rayen (Bruxelles)     |                    |                         | + 1 h 19 min 23 s   |
| 7e                 | Lucien Deloffre (Paris)       |                    | CSI de Paris            | + 1 h 33 min 17 s   |
| 8e                 | René Bernard (Paris)          |                    | CSI de Paris            | + 1 h 46 min 25 s   |
| 9e                 | Paul Filliat (Alger)          |                    | USCV d'Alger            | + 2 h 15 min 23 s   |
| 10e                | Adrien Allibert (Marseille)   |                    | AVM                     | + 2 h 32 min 27 s   |
| 11e                | Antoine Bernardi (Ferryville) |                    | Audax Cycliste Tunisois | + 2 h 33 min 7 s    |
| 12e                | Mohamed Zaaf (Alger)          |                    | USCV d'Alger            | + 2 h 48 min 20 s   |
| 13e                | Jean Cascan (Alger)           |                    | AS Saint-Eugène         | + 2 h 53 min 5 s    |
| 14e                | Mohamed Menad (Alger)         |                    | USCV d'Alger            | + 3 h 32 min 17 s   |
| 15e                | Teisseire (Marseille)         |                    |                         | + 3 h 49 min 53 s   |
| 16e                | Jean Jourdan (Alger)          |                    | USCV d'Alger            | + 3 h 56 min 30 s   |
| 17e                | Antoine Guercy (Alger)        |                    | AS Saint-Eugène         | + 3 h 59 min 36 s   |
| 18e                | Mohamed Messaour (Alger)      |                    | EC Alger                | + 4 h 14 min 3 s    |
| 19e                | Saïd Bessadi (Alger)          |                    | AS Saint-Eugène         | + 4 h 23 min 14 s   |
| 20e                | Abdelkader Kybilène (Alger)   |                    | USCV d'Alger            | + 4 h 39 min 2 s    |
| 21e                | Valentin Tondeur (Paris)      |                    | CSI de Paris            | + 4 h 43 min 3 s    |
| 22e                | Marcel Prigent (Marseille)    |                    |                         | + 4 h 46 min 43 s   |
| 23e                | André Guérin (Paris)          |                    |                         | + 4 h 50 min 35 s   |
| 24e                | Amar Boussoura (Ferryville)   |                    | Audax Cycliste Tunisois | + 5 h 11 min 30 s   |
| 25e                | Garcia (Arzew)                |                    |                         | + 6 h 15 min 53 s   |
| modifier           |                               |                    |                         |                     |

## Galerie

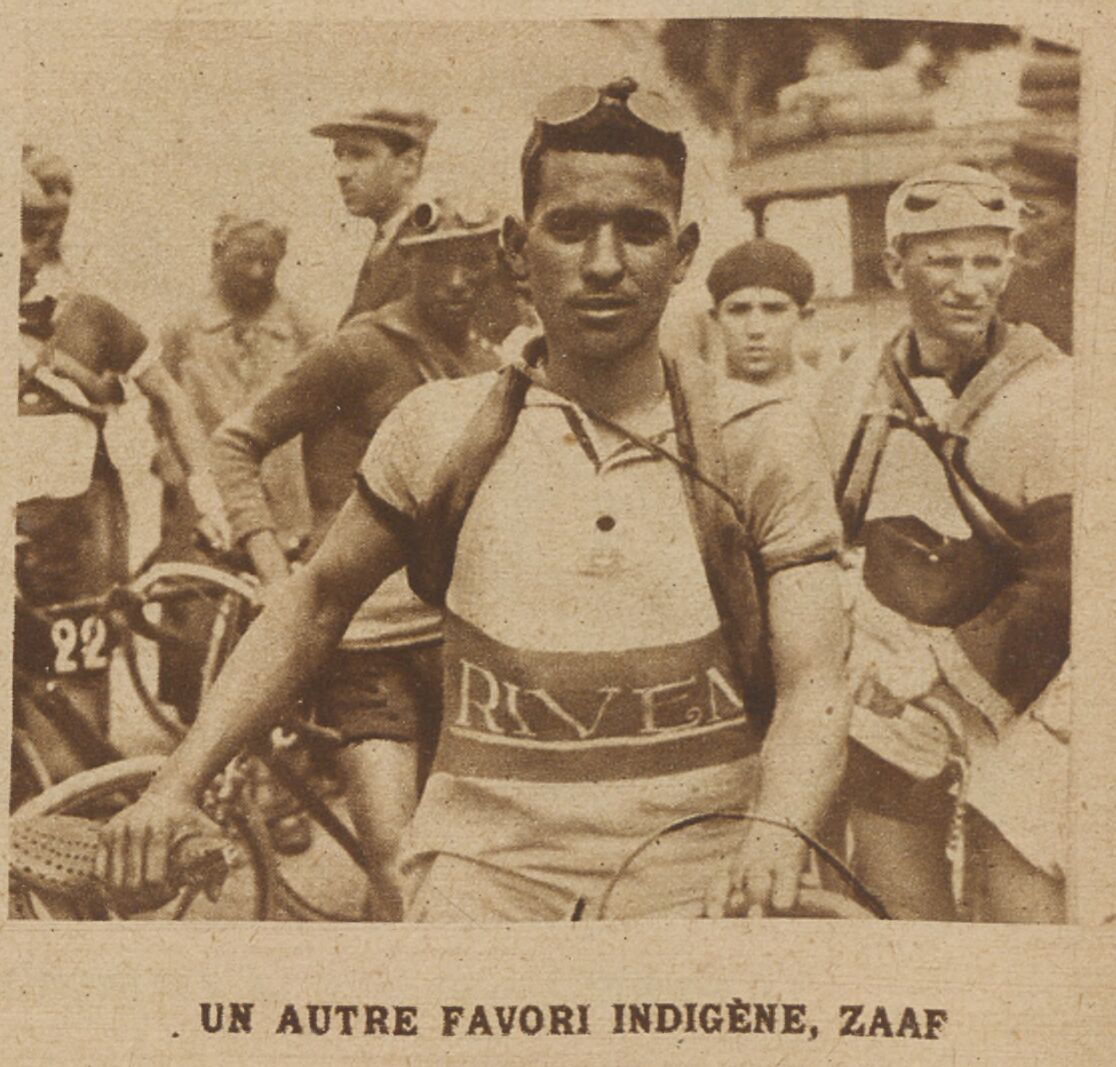
Mohamed Zaaf
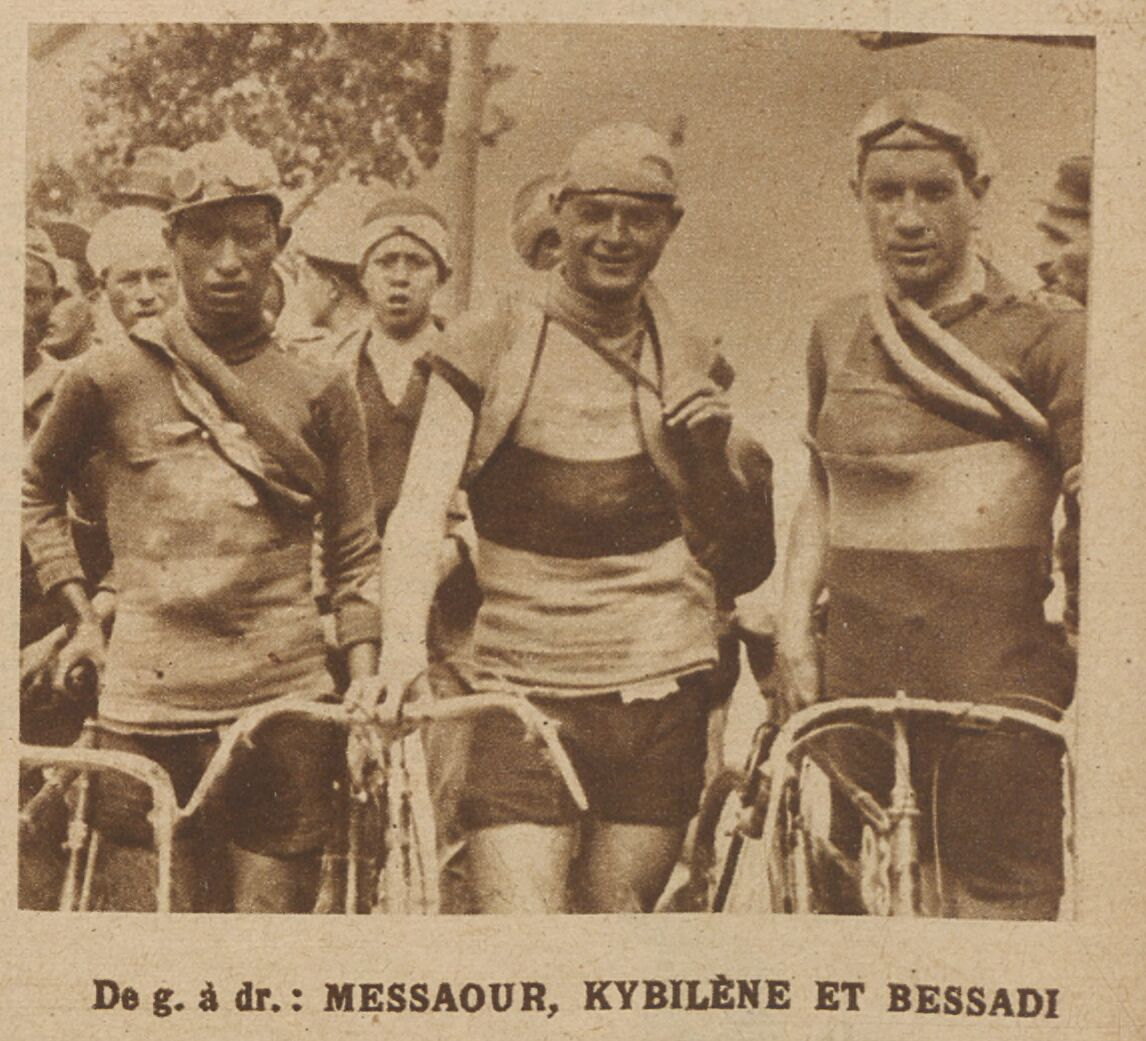
Mohamed Messaour, Abdelkader Kybilène, Saïd Bessadi
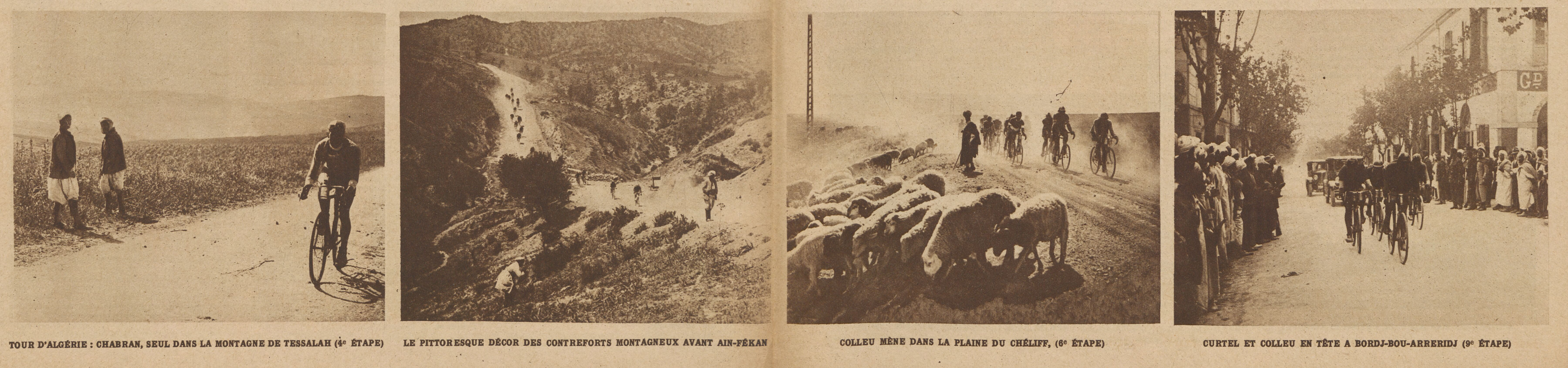
Tour d'Algérie 1929
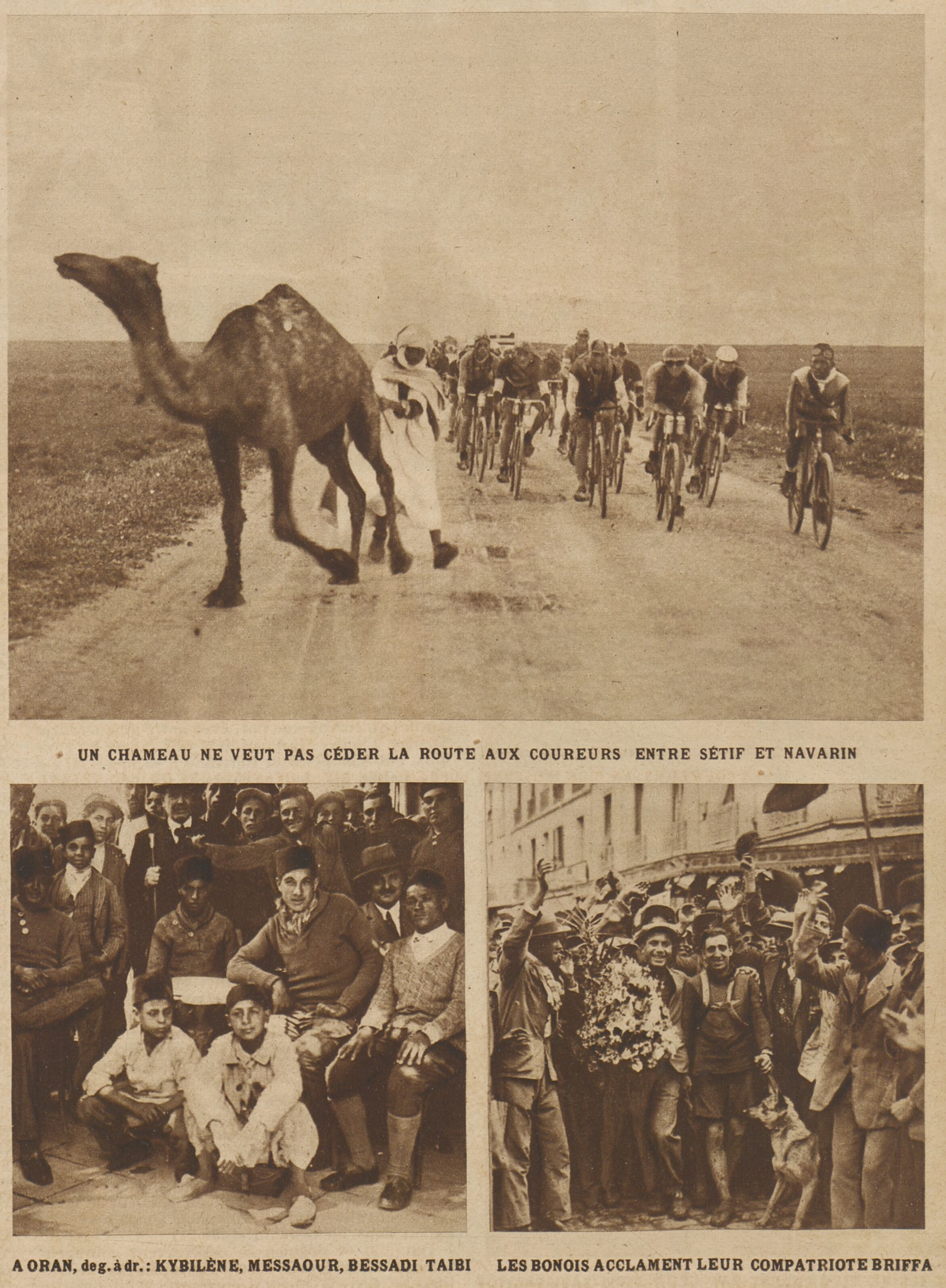
Tour d'Algérie 1929
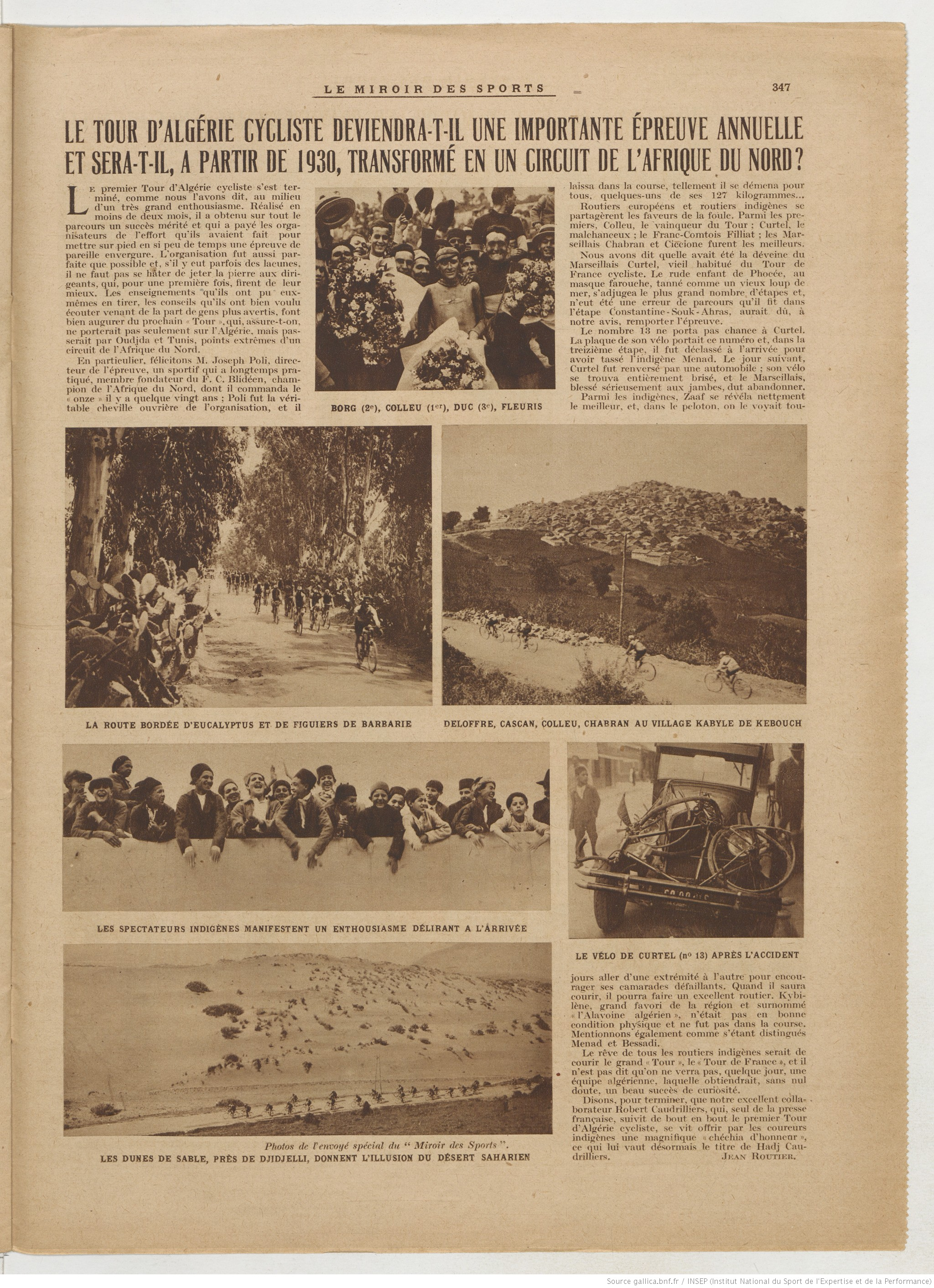
Tour d'Algérie 1929